# Calvaire d'Échebrune
Le calvaire d'Échebrune est un calvaire située à Échebrune, dans le département français de la Charente-Maritime en région Nouvelle-Aquitaine.

## Historique
Le calvaire est inscrit au titre des monuments historiques par arrêté de 1949.